# Thunderbird ~JAM Project Best Collection XII~
Thunderbird ~JAM Project Best Collection XII~ é a 12ª coletânea "Best Collection" do JAM Project. Como de praxe, contém músicas que o grupo fez para animes, tokusatsu e jogos eletrônicos. Foi lançada em 2 de novembro de 2016 pela Lantis e possui 16 faixas.

## Produção
Assim como em algumas coletâneas prévias, foi tomada a decisão de incluir músicas originais. Neste caso, a faixa título "THUNDERBIRD".
Um videoclipe de "THE HERO!! ~Okoreru Ken ni Hi wo Tsukero~", abertura de One Punch-Man, foi produzido.

## Recepção
O álbum chegou à 25ª posição na Billboard Japan (e à 58ª no Hot 100) e ficou quatro semanas no Oricon Albums Chart, chegando à 30ª posição.
O CD Journal analisou o álbum, dizendo que "quase todas as músicas são tocantes. Se você quer desfrutar de vocais poderosos, este é o álbum perfeito para isso." Também elogiaram a faixa "Shining Storm ~Rekka no Gotoku~

## Faixas
| N.º            | Título                                                    | Letras           | Música                                                               | Usada em                               | Duração |  |
| 1.             | "THUNDERBIRD"                                             |                  | Shiho Terada                                                         |                                        | 1:34    |  |
| 2.             | "Shining Storm ~Rekka no Gotoku~"                         | H. Kageyama      | H. Kageyama, S. Terada e Makoto Miyazaki                             | Super Robot Wars OG: The Moon Dwellers | 4:41    |  |
| 3.             | "EMERGE ~Shikkoku no Tsubasa~"                            | Masami Okui      | H. Kageyama e Kenichi Sudo                                           |                                        | 4:33    |  |
| 4.             | "THE HERO!! ~Okoreru Ken ni Hi wo Tsukero~"               | H. Kageyama      | H. Kageyama e M. Miyazaki                                            | One Punch-Man                          | 3:49    |  |
| 5.             | "Cyborg 009 ~Nine Cyborg Soldier~"                        | Hiroshi Kitadani | H. Kitadani e Masaki Suzuki                                          | Cyborg 009 vs Devilman                 | 4:15    |  |
| 6.             | "END OF HEAVEN"                                           | Masaaki Endoh    | M. Endoh e S. Terada                                                 | Super Robot Wars ZIII                  | 5:44    |  |
| 7.             | "Name is GARO ~Koumyou no Shisha~"                        | M. Okui          | M. Okui e K. Sudo                                                    | CR GARO: Konjiki ni Nare               | 5:07    |  |
| 8.             | "B.B."                                                    | H. Kageyama      | H. Kageyama, Yoshiki Fukuyama, K. Sudo e Hirofumi Miyake             | GARO -Honoo no Kokuin-                 | 3:46    |  |
| 9.             | "DEVILMIND ~Ai wa Chikara~"                               | M. Endoh         | M. Endoh, Yoshichika Kuriyama e Atsushi Yokozeki                     | Cyborg 009 vs Devilman                 | 4:17    |  |
| 10.            | "Kamigeki no Yuusha KISHIN"                               | M. Endoh         | M. Endoh e M. Suzuki                                                 | Pachinko CR Super Robot Wars OG        | 3:45    |  |
| 11.            | "Tsukika"                                                 | M. Okui          | H. Kageyama, M. Suzuki e S. Terada                                   | GARO -Guren no Tsuki                   | 4:41    |  |
| 12.            | "Heaven's Door"                                           | M. Okui          | H. Kitadani e H. Miyake                                              | Super Robot Wars OG: The Moon Dwellers | 5:05    |  |
| 13.            | "GARO is HERE!!"                                          | M. Endoh         | M. Endoh e H. Miyake                                                 | CR GARO: Makai no Hana                 | 3:44    |  |
| 14.            | "Guren no Tsuki ~Kakusareshi Yami Monogatari~"            | M. Okui          | H. Kageyama e K. Sudo                                                | GARO -Guren no Tsuki-                  | 4:20    |  |
| 15.            | "Kessen the Final Round"                                  | H. Kageyama      | H. Kageyama, M. Endoh, H. Kitadani, M. Okui, Y. Fukuyama e S. Terada | Super Robot Wars ZIII                  | 6:25    |  |
| 16.            | "THE HERO!! ~Okoreru Ken ni Hi wo Tsukero~" (RMX edition) | H. Kageyama      | H. Kageyama e R・O・N (remixador)                                    | One Punch-Man                          | 3:57    |  |
| Duração total: | Duração total:                                            | Duração total:   | Duração total:                                                       | Duração total:                         | 69:43   |  |

## Integrantes
- Hironobu Kageyama
- Masaaki Endoh
- Hiroshi Kitadani
- Yoshiki Fukuyama
- Masami Okui
- Ricardo Cruz